# Psychoda gehrkeae
Psychoda gehrkeae är en tvåvingeart som beskrevs av Quate 1959. Psychoda gehrkeae ingår i släktet Psychoda och familjen fjärilsmyggor. Inga underarter finns listade i Catalogue of Life.